# Décembre 1861

## Événements
- Début de l'expédition française au Mexique (fin en février 1867).
- Débarquement à Veracruz des contingents, mais les Britanniques et les Espagnols se retirent rapidement, laissant seuls les Français, commandés par l'amiral Edmond Jurien de La Gravière.

- Début de la Grande inondation de 1862 en Californie.

- 23 décembre : Alexandre-Jean Cuza devient prince de Roumanie et obtient l’investiture du sultan. Création de la principauté de Roumanie. Les assemblées de Valachie et de Moldavie sont réunies. La nouvelle Assemblée siège à Bucarest (février 1862).

- 31 décembre, France : le gouvernement n'utilisera plus le procédé des crédits supplémentaires et extraordinaires, et les députés ne voteront plus le budget par ministère, mais par section, ce qui accroît leur contrôle.

## Naissances
- 1er décembre : Édouard Imbeaux, ingénieur et médecin français († 25 juin 1943).
- 8 décembre :
  - Aristide Maillol, sculpteur et peintre français († 27 septembre 1944).
  - Georges Méliès, réalisateur français.
- 10 décembre : Rodolphe Forget, homme d'affaires.
- 19 décembre : Italo Svevo (Ettore Schmitz), écrivain italien.
- 22 décembre : Sara Jeannette Duncan, auteure et journaliste.
- 27 décembre :
  - Abel Amiaux (mort le 10 avril 1939), illustrateur français
  - Auguste Vaillant (mort le 5 février 1894), anarchiste français
  - Ernest Muret (mort le 24 mars 1940), romaniste et onomasticien suisse

- 30 décembre : Senofonte Squinabol, géologue et botaniste italien († 11 mai 1941)
- 31 décembre :René-Xavier Prinet, peintre français († 26 janvier 1946).

## Décès
- 14 décembre : Albert de Saxe-Cobourg et Gotha. La reine Victoria du Royaume-Uni vit en recluse pendant dix ans, pendant lesquelles culmine le sentiment antimonarchique.